# Aleksandr Tiłło
Aleksandr Aleksandrowicz Tiłło (ros. Александр Александрович Тилло; ur. 29 czerwca?/11 lipca 1870 w Kijowie, zm. 8 stycznia 1938 w Leningradzie) – rosyjski i radziecki oficer wojska, strzelec i olimpijczyk pochodzący z terenów dzisiejszej Ukrainy.

## Życiorys
Ukończył Korpus Kadetów Nikołajewa w Petersburgu i Pawłowską Szkołę Wojskową. Służbę w armii rosyjskiej rozpoczął w 1890 roku jako członek 99 Iwangorodzkiego Pułku Piechoty, który wchodził w skład 25 Dywizji Piechoty Imperium Rosyjskiego. Krótko potem przeniesiono go do 3 Lejb-Gwardyjskiego Pułku Jego Wysokości, wchodzącego w skład Gwardii Imperium Rosyjskiego (służył tam do czasu I wojny światowej). Stopniami uzyskiwanymi przez niego podczas służby były kolejno: podporucznik (1891), podporucznik gwardii (1892), porucznik (1896), sztabskapitan (1900), kapitan (1905) i pułkownik (1913).
Uczestnik Letnich Igrzysk Olimpijskich 1912, na których wystartował w pięciu konkurencjach. Najwyższe miejsce w zawodach indywidualnych osiągnął w karabinie wojskowym w trzech postawach z 300 m, w którym uplasował się na 51. pozycji (startowało 91 zawodników). W konkurencjach drużynowych zajął m.in. 7. miejsce w karabinie dowolnym w trzech postawach z 300 m (Rosjanie zajęli jednak ostatnie miejsce).
Uczestnik I wojny światowej. W 1915 i 1916 roku był członkiem 5 Kijowskiego Pułku Grenadierów. W grudniu 1916 roku dowódca 124 Woroneskiego Pułku Piechoty, będącego częścią 31 Dywizji Piechoty w 10 Korpusie Armijnym Imperium Rosyjskiego. W 1937 roku był instruktorem Osoawiachimu w Rejonie Oktiabrskim w Leningradzie (ówczesna nazwa Petersburga), w którym również mieszkał. 8 października 1937 roku został aresztowany przez funkcjonariuszy Ludowego Komisariatu Spraw Wewnętrznych (NKWD) i skazany na karę śmierci. Karę wykonano 8 stycznia 1938 roku przez rozstrzelanie.
Odznaczony m.in.: Orderem Świętego Stanisława III klasy i II klasy (1906, 1915), Orderem Świętej Anny III klasy i II klasy (1911, 1915), Orderem Świętego Włodzimierza IV klasy (1916).

## Wyniki

### Igrzyska olimpijskie
| Igrzyska       | Konkurencja                                     | Wynik                                         | Miejsce | Źródło |
| -------------- | ----------------------------------------------- | --------------------------------------------- | ------- | ------ |
| Sztokholm 1912 | Karabin dowolny, trzy postawy, 300 m            | 744 pkt. (261–232–251)                        | 66      | [ 4 ]  |
| Sztokholm 1912 | Karabin dowolny, trzy postawy, 300 m, drużynowo | 4892 pkt. (druż.) 822 pkt. ind. (297–264–261) | 7       | [ 3 ]  |
| Sztokholm 1912 | Karabin wojskowy, trzy postawy, 300 m           | 76 pkt. (46–30)                               | 51      | [ 2 ]  |
| Sztokholm 1912 | Karabin wojskowy, dowolna postawa, 600 m        | 70 pkt.                                       | 62      | [ 5 ]  |
| Sztokholm 1912 | Karabin wojskowy, drużynowo                     | 1403 pkt. (druż.) 226 pkt. ind. (65–64–52–45) | 9       | [ 6 ]  |